# Tour de l'Avenir Femmes
Le Tour de l'Avenir Femmes, est une course cycliste à étapes féminine se disputant en France depuis 2023. 
À l'image de sa version masculine, le Tour de l'Avenir Femmes met aux prises uniquement des cyclistes espoirs (moins de 23 ans) au sein de sélections nationales et régionales. Il est disputé sous la forme d'une course par étapes de cinq jours et se déroule directement après le Tour de l'Avenir masculin fin août.

## Histoire
La course est lancée en 2023, un an après la relance d'un Tour de France Femmes. La première édition comprend cinq étapes : un contre-la-montre, une étape de plat, une autre vallonnée et les deux dernières en montagne,.
L'année suivante, l'épreuve se déroule en parallèle de l'édition masculine, avec un prologue et une première étape en Savoie, suivi par deux étapes dans le Piémont aux mêmes dates et sur les mêmes routes que le Tour de l'Avenir masculin.

## Palmarès

### Podiums
| Année | Vainqueur          | Deuxième          | Troisième       |
| ----- | ------------------ | ----------------- | --------------- |
| 2023  | Shirin van Anrooij | Anna Shackley     | Gaia Realini    |
| 2024  | Marion Bunel       | Isabella Holmgren | Eneritz Vadillo |

### Palmarès détaillé
| Année Édition | Vainqueure         | Étapes (Distance) | Par points      | Meilleure grimpeuse | Meilleure jeune     | Super-combative | Classement par équipe |
| ------------- | ------------------ | ----------------- | --------------- | ------------------- | ------------------- | --------------- | --------------------- |
| 2023 (1re)    | Shirin van Anrooij | 5 (382 km)        | Fem van Empel   | Shirin van Anrooij  | Antonia Niedermaier | Gaia Realini    | Pays-Bas              |
| 2024 (2e)     | Marion Bunel       | 4 (319,9 km)      | Églantine Rayer | Isabella Holmgren   | Marion Bunel        | Marion Bunel    | France                |
| 2025 (3e)     |                    | 7 (482,3 km)      |                 |                     |                     |                 |                       |

### Statistiques
Victoires d'étapes
| # | Pays      | Victoires | Vainqueures d'étapes                      |
| - | --------- | --------- | ----------------------------------------- |
| 1 | France    | 3         | Marion Bunel (2), Églantine Rayer (1)     |
| 2 | Pays-Bas  | 2         | Shirin van Anrooij (1), Fem van Empel (1) |
| 3 | Allemagne | 1         | Antonia Niedermaier (1)                   |
| 3 | Italie    | 1         | Gaia Realini (1)                          |
| 3 | Suisse    | 1         | Linda Zanetti (1)                         |
| 3 | Belgique  | 1         | Lore De Schepper (1)                      |

Record d'âge
- Toutes les concurrentes ont entre 18 et 23 ans.

|                                  | Vainqueure       | Date de naissance | Date de l’étape victorieuse | Âge                      |
| La plus jeune vainqueure d'étape | Lore De Schepper | 12 novembre 2005  | 21 août 2024                | 18 ans 9 mois et 9 jours |